# ジムスカリン
ジムスカリン(Jimscaline)は、サボテンに含まれる幻覚剤であるメスカリンの誘導体である。2006年にデヴィッド・E・ニコルズ率いるパデュー大学のチームによって発見された。5-HT2A受容体及び5-HT2C受容体に対する強いアゴニストとして作用する。より活性の高い(R)-エナンチオマーは、ヒトの5-HT2A受容体に対するKiが69 nMと、ムスカリンの約3倍高い。フェネチルアミンを側鎖に持つ幻覚剤は、高い活性を持つキラルリガンドとして作用するという発見は、後にベンゾシクロブテン誘導体で非常に強い活性を持つTCB-2の開発に繋がった。